# 佛雷恩站
佛雷恩站（Fløen holdeplass）是卑爾根輕鐵2號線的車站。位於大隆格農莊湖（Store Lungegårdsvannet）的海灣碼頭附近。

## 車站構造
2號線由巴士總站起，一直沿着湖邊原有的兩條小路：佛雷恩徑（Fløenstien）及朗尼徑（Nonnestein），再與磨坊谷道（Møllendalsveien）匯合後不久，到達郵艇碼頭便是車站現址。

### 月台
設有2個側式月台設計，採用標準化的卑爾根鐵月台配置及右側上落。月台部份設有上蓋、透明背板、售票機、電子資訊顯示屏及候車座位。往菲林斯谷方向為因靠向灣邊、單車徑及馬路，闊度與一般車站相同；而往市中心一方的月台，由於靠近斜坡，除了相對較闊外，亦建有樓梯連接至斜坡上的佛雷恩山徑（Fløenbakken）一帶的住宅區。
本站並未有如大部份的2號線車站般，設有英文字母或數字形式的月台編號。
| 月台       | 路線    | 目的地       |
| ---------- | ------- | ------------ |
| (靠向斜坡) | 2 2號線 | 碼頭街方向   |
| (靠向灣邊) | 2 2號線 | 菲林斯谷方向 |

## 周邊發展
過往，大隆格農莊湖沿岸的佛雷恩徑及朗尼徑都是供行人步行為主的道路，旁邊種有野生的矮身灌木叢和植被。另外路線亦途徑卑爾根車站的貨運站及支線，附近的土地並未有好好的規劃。卑爾根政府因應2號線的發展，向市議會提案將湖邊沿岸的土地，改造成為一個綠化公園的休憩場地。
首先本站與附近的周邊用地融合成為廣場的一部份，沿岸的初步土地平整工程也已於2021年5月完成。但是，隨後因發現湖床已受到了很嚴重的污染，並且發現湖底下棄置了大量的建築廢物：包括磚頭、金屬管、鐵皮等等的物料。過往市政府曾經在局部處理湖底時，利用拾回一些已棄置湖底的磚塊石頭，用作1號線路軌的道碴或路面舖設。但花費甚大，經衡量後，市議會決定棄用疏浚方法處理廢物，而是改為利用機器在原有湖床上舖上一層新的細沙層，利用新的湖床層將被污染的舊湖床阻隔及避免污染物再洩漏。期間亦會定期檢測湖水中的重金屬和有害物質含量處於安全水平。工程於2021年下半年展開，並預計於2024年5月左右完成後，才進行公園興建工程。

## 相鄰車站
卑爾根輕鐵
-   2   2號線

巴士總站 - 佛雷恩 - 豪克蘭醫院

## 外部連結
- 卑爾根輕鐵佛雷恩站（網頁庫存）